# NGC 2326A
NGC 2326A is een spiraalvormig sterrenstelsel in het sterrenbeeld Lynx. Het bevindt zich in de buurt van NGC 2326.

## Synoniemen
- UGC 3687
- MCG 8-13-67
- ZWG 234.66
- PGC 20237